# 豐正凱
豐正凱（1995年11月25日—）是臺灣男子籃球運動員，場上主打後衛位置，豐正凱就讀南澳國中二年級時球隊收下國中籃球聯賽亞軍後，父母親不再反對豐正凱打籃球，高三結束之際因為沒有考上理想大學，強恕高中的鋒線球員不足，豐正凱決定留校續拚一年，進入醒吾科技大學第一年即助隊奪下大專籃球聯賽冠軍，2016年曾當選瓊斯盃中華白隊選手，2019年8月參加超級籃球聯賽新人選秀會但落選，2021年9月加盟超級籃球聯賽高雄九太科技，2022年8月加盟台灣啤酒，2022年9月代表T1聯盟台灣啤酒英熊出席2022年跨聯盟籃球邀請賽。